# Île de Pag
Pour les articles homonymes, voir Pag.
L'île de Pag (en italien, Pago) est une île de la mer Adriatique située en Croatie. C'est également le nom de sa principale ville, la ville de Pag.

## Histoire
Le 25 juin 1941, les fascistes oustachis construisent dans la baie de Slano, près de la ville de Pag, le camp de concentration de Slana. Des milliers de Juifs (notamment de Zagreb), de Serbes et de dissidents Croates sont tués. Un peu plus tard, le camp de concentration de Metajna est construit sur l'île, pour les femmes et les enfants. Les victimes ont souvent été tuées de manière bestiale, puis jetées dans des fosses ou dans la mer. Les deux camps ont été fermés à la fin d'août 1941 après avoir accueilli de 8000 à 10 000 prisonniers et l'île a été remise aux forces armées italiennes. Les survivants étaient en grande partie envoyés au camp de concentration de Jasenovac.

## Géographie
L'île de Pag a une superficie de 284 km² pour environ 60 km de longueur. Les principales villes sont Pag et Novalja, la population était en 2001 de 7 969 habitants.
Le point culminant, Sveti Vid, est à 348 m d'altitude.

## Économie
L'île est reliée au continent par un système de ferry-boat au nord et par un pont au sud.
L'île est connue pour son fromage de brebis (Paški sir), ainsi que pour son vin. On y récolte aussi du sel.
Elle est surtout connue pour ses fêtes sur la Plage de Zrce.
Sur la plage de Zrce se déroule également l'événement hardcore Hard Island.